# دبليو. ك. إي. توماس
دبليو. ك. إي. توماس (بالإنجليزية: William C. E. Thomas)‏ هو سياسي أمريكي، ولد في 21 نوفمبر 1818 في الولايات المتحدة، وتوفي في 1876 في غرين باي في الولايات المتحدة.